# Stazione di Nagataki
La stazione di Nagataki (長滝駅?, Nagataki-eki) è una stazione ferroviaria della città di Izumisano, nella prefettura di Osaka in Giappone. La stazione è gestita dalla JR West e serve la linea Hanwa.

## Linee e servizi
JR West
■ Linea Hanwa

## Struttura
La stazione è costituita da due marciapiedi a isola con 4 binari in superficie.
| 1-2 | ■ Linea Hanwa | per Hineno, Ōtori, Tennōji e Osaka |
| 3-4 | ■ Linea Hanwa | per Izumi-Sunagawa e Wakayama      |

## Stazioni adiacenti
| ≪                                         | Servizio                                         | ≫           |
| Linea Hanwa                               | Linea Hanwa                                      | Linea Hanwa |
| ----------------------------------------- | ------------------------------------------------ | ----------- |
| Hineno                                    | Locale Rapido Regionale1 Rapido B Rapido Kishūji | Shinge      |
| Il Rapido e il Rapido Diretto non fermano |                                                  |             |

Note
1: Il Rapido Regionale ferma solo in direzione Osaka